# I Like to Move It
Singles de Reel 2 Real feat. The Mad Stuntman (en)
Go on Move
(1994) Go on Move (reissue)
(1993)
Pistes de Move It!
Can You Feel It?
(2)
I Like to Move It est une chanson enregistrée par le duo de musique house Reel 2 Real, avec la collaboration du chanteur électro The Mad Stuntman (en), sortie le 6 octobre 1993.

## Historique
Extraite de l'album Move It!, la chanson a été écrite par Erick Morillo et Mark Quashie, dit The Mad Stuntman (en), et produite par Erick Morillo et Ralphie Muniz. En 1994, la chanson se classe à la 89e place du Billboard Hot 100 aux États-Unis et à la 5e place au Royaume-Uni. Elle se classe également numéro un aux Pays-Bas et en France, et numéro 8 dans le Hot Dance Club Play.
Le morceau connaît un regain d’intérêt grâce à son utilisation dans le film d’animation à succès Madagascar, sorti en 2005.

## Liste des pistes

### CD single
1. I Like to Move It (radio edit) — 3:52
2. I Like to Move It (More's instrumental) — 3:57

### CD maxi
1. I Like to Move It (radio edit) — 3:52
2. I Like to Move It (UK vocal house remix) — 5:47
3. I Like to Move It (UK moody house remix) — 5:05
4. I Like to Move It (Reel 2 Reel dub) — 4:25
5. I Like To Shoot It (video version) - 3:52-13:00

## Classements et certifications
| Classement (1993–1994)                          | Meilleure position |
| ----------------------------------------------- | ------------------ |
| Allemagne (Media Control AG)                    | 3                  |
| Australie (ARIA)                                | 6                  |
| Autriche (Ö3 Austria Top 40)                    | 2                  |
| Belgique (Flandre Ultratop 50 Singles)          | 1                  |
| Belgique (Flandre VRT Top 30)                   | 1                  |
| Canada (RPM Dance)                              | 1                  |
| Espagne (AFYVE)                                 | 4                  |
| États-Unis (Billboard Hot 100)                  | 89                 |
| États-Unis (Hot Dance Club Play)                | 8                  |
| États-Unis (Hot Dance Music/Maxi-Singles Sales) | 5                  |
| Europe (Eurochart Hot 100)                      | 2                  |
| France (SNEP)                                   | 1                  |
| Irlande (IRMA)                                  | 5                  |
| Nouvelle-Zélande (RMNZ)                         | 14                 |
| Pays-Bas (Nederlandse Top 40)                   | 1                  |
| Pays-Bas (Single Top 100)                       | 1                  |
| Royaume-Uni (UK Singles Chart)                  | 5                  |
| Suède (Sverigetopplistan)                       | 12                 |
| Suisse (Schweizer Hitparade)                    | 4                  |

| Classement (1994)                | Position |
| -------------------------------- | -------- |
| Australie (ARIA)                 | 40       |
| Autriche (Ö3 Austria Top 40)     | 25       |
| Canada (RPM Top 50 Dance Tracks) | 1        |
| France (SNEP)                    | 3        |
| Pays-Bas (Nederlandse Top 40)    | 2        |
| Pays-Bas (Single Top 100)        | 8        |
| Suisse (Schweizer Hitparade)     | 47       |

| Pays              | Certification | Date          | Ventes  |
| ----------------- | ------------- | ------------- | ------- |
| Allemagne (BVMI)  | Or            | 1994          | 250 000 |
| Australie (ARIA)  | Or            | 1994          | 35 000  |
| France (SNEP)     | Or            | 1994          | 367 000 |
| Royaume-Uni (BPI) | Argent        | 1er mars 1994 | 200 000 |

## Reprises
Le groupe de musique jazz québécois The Lost Fingers reprend la chanson sur son album VS en 2020.